# Creuer Mikuma
El creuer Mikuma (三隈, Mikuma ) va ser un creuer pesant de la Marina Imperial Japonesa. El segon vaixell de quatre de la classe Mogami, se li va col·locar la quilla el 1931 i assignat el 1935. Durant la Segona Guerra Mundial va participar en la batalla de l'estret de Sunda el febrer de 1942 i a la batalla de Midway el juny de 1942, i va ser enfonsat l'últim dia d'aquest darrer enfrontament, el 6 de juny.
El vaixell va rebre el nom del riu Mikuma a la prefectura d'Oita, Japó.

## Fons
Construïts sota el Programa de Reposició de la Flota de 1931, els creuers de la classe Mogami van ser dissenyats amb els límits màxims permesos pel Tractat Naval de Washington, utilitzant l'última tecnologia. Això va donar lloc a l'elecció d'una bateria principal de doble propòsit (DP) de 155 mm en cinc torretes triples amb capacitat d'elevació de 55°. Per estalviar pes, es va utilitzar la soldadura elèctrica , així com l'alumini a la superestructura, i l'ús d'un sol embut. Els nous motors de turbina amb engranatges d'impuls, juntament amb una protecció antiaèria molt pesada, van donar a la classe una velocitat i una protecció molt elevades. No obstant això, la classe Mogami també estava plagada de problemes tècnics a causa del seu equip no provat i també va demostrar ser inestable i pesat a la part superior, a causa d'amuntegar massa equip en un casc relativament petit.

## Carrera de servei

### Carrera inicial
El Mikuma es va completar a les drassanes de Mitsubishi a Nagasaki el 29 d'agost de 1935.
A partir de 1939, Mikuma va ser introduït per a una reconstrucció substancial, substituint les torretes triples de 155 mil·límetres (6 polzades) per canons bessons de 203 mm (8 polzades) (les torretes de 155 mm van anar al cuirassat Yamato). També es van afegir protuberàncies de torpedes per millorar l'estabilitat, però l'augment del desplaçament va provocar una reducció de la velocitat.
El Mikuma va participar en l'ocupació de la Cotxinxina, la Indoxina francesa, després que el Japó i les autoritats franceses de Vichy arribessin a un acord sobre l'ús de les seves instal·lacions aèries i portuàries a partir del juliol de 1941, des de la seva base operativa a Hainan. En el moment de l'atac a Pearl Harbor, el Mikuma va ser assignat per cobrir la invasió de Malàisia com a part de la 7a divisió de creuers sota la primera flota expedicionària del sud del vicealmirall Jisaburo Ozawa, proporcionant un suport proper per al desembarcament de les tropes japoneses a Singora, Patani i Kota Bharu.
El desembre de 1941, el Mikuma va rebre l'encàrrec de la invasió de Borneo britànic, juntament amb el Mogami, cobrint el desembarcament de les tropes japoneses a Miri i Kuching. Al febrer de 1942, el Mikuma va rebre l'encàrrec de cobrir els desembarcaments de les tropes japoneses a Sumatra i Java. El 10 de febrer, el Mikuma i el Chōkai van ser atacats pel submarí USS Searaven, que va disparar quatre torpedes, però va fallar.

### Batalla de l'estret de Sonda
A les 23:00 del 28 de febrer de 1942, el Mikuma i el Mogami, el destructor Shikinami, el creuer lleuger Natori i els destructors Shirakumo, Murakumo, Shirayuki, Hatsuyuki i Asakaze van arribar i van enfrontar-se als creuers USS Houston i HMAS  Perth amb trets i torpedes després que els vaixells aliats ataquessin els transports japonesos a l'estret de la Sonda. A les 23.55, el Houston va anotar impactes contra el Mikuma que li van fer perdre l'energia elèctrica, però es va restaurar ràpidament. Durant la batalla, el Mikuma va perdre sis homes i altres onze van resultar ferits. Tant el Houston com el Perth van ser enfonsats durant l'enfrontament, així com el transport Ryujo Maru amb el comandant del 16è Exèrcit de l'IJA, el tinent general Hitoshi Imamura, tot i que el general va sobreviure a l'enfonsament.
Al març, el Mikuma i la divisió de creuers 7 es van basar a Singapur per cobrir els desembarcaments japonesos a Sumatra i la presa de les illes Andaman.
Des de l'1 d'abril de 1942, la divisió de creuers 7 amb base a Mergui es va unir a la divisió de creuers 4 per participar en les incursions de l'oceà Índic. El Mikuma, el Mogami i el destructor Amagiri es van separar i van formar el Grup del Sud, que va caçar la navegació mercant a la badia de Bengala, mentre que el Chōkai, el creuer lleuger Yura de l'esquadró 4 de destructors i els destructors Ayanami, Yūgiri, Asagiri i Shiokaze cobrien les zones del nord. Durant l'operació, el Grup Sud va reclamar morts en el vaixell de passatgers britànic Dardanus de 7.726 tones i el vaixell de vapor britànic Ganara de 5.281 tones i el vaixell mercant britànic Indora de 6.622 tones, en ruta de Calcuta a Maurici.
El 22 d'abril, la divisió de creuers 7 va tornar a Kure, i el Mikuma va entrar al dic sec per a una revisió. El 26 de maig, la divisió de creuers 7 va arribar a Guam per oferir un suport proper al grup de transport d'invasió a mig camí del contraalmirall Raizo Tanaka. La tripulació  va ser informada que un cop finalitzada l'operació Midway es dirigirien a les illes Aleutianes i d'allí a Austràlia.

### Batalla de Midway
El 5 de juny, l'almirall Isoroku Yamamoto, CINC de la Flota Combinada va ordenar a la 7a Divisió de Creuers bombardejar Midway en preparació per a un desembarcament japonès. El Mikuma en aquell moment estava capitanejat pel capità Sakiyama Shakao, antic patró del creuer Abukuma. La 7a Divisió de Creuers i  la 8a Divisió de Destructors estaven a 410 milles nàutiques (760 km; 470 milles) de distància de l'illa, de manera que van fer una carrera a gran velocitat a 35 nusos (65 km/h; 40 mph). El mar estava mogut i els destructors es van quedar enrere. A les 21.20, l'ordre va ser cancel·lada; no obstant això, a causa d'una confusió, la 7a divisió de creuers no va rebre l'ordre fins a les 02:10 de l'endemà, quan estava a només 80 km de Midway. Això va situar la divisió de creuers 7 dins del rang del submarí USS Tambor, que va ser detectat pel creuer Kumano. El Kumano va indicar una alerta submarí a la formació i va ordenar als vaixells que fessin maniobres evasives cap a l'esquerra. L'esquadra va quedar en confusió. El Kumano va girar bruscament cap a babord durant una estona, cap a l'oest, abans de girar lleugerament a estribord cap al nord. El Suzuya la va seguir però va anar una mica menys cap a babord. Es va trobar dirigint-se directament cap al Kumano , però va girar bruscament a estribord i va evitar xocar amb el Kumano. El Mikuma va intentar reflectir els moviments del Suzuya, girant cap a port i després girant més a port després de veure que el Suzuya maniobrava per evitar el vaixell insígnia de la formació (per evitar quedar-se enredat amb el vaixell insígnia). El Mogami, a la part posterior de la formació, havia fet un gir cap a port i va mantenir un rumb recte en direcció nord-oest. L'últim gir del Mikuma a port l'havia portat directament al curs del Mogami. A la foscor, el Mogami no va veure el Mikuma fins que va estar molt a prop del Mogami , avançant-se per la seva proa d'estribord. El capità Soji del Mogami va intentar un gir brusc a babord de l'últim segon, però era massa tard. Això va donar lloc a una col·lisió en la qual el Mogami va xocar contra el port del Mikuma, sota el pont. La proa del Mogami va cedir i va quedar molt danyada. Els dipòsits de petroli de babord del Mikuma es van trencar i va començar a vessar petroli, però en cas contrari el seu dany va ser lleuger, gràcies en part al gir de l'últim segon a babord que va desviar la proa del Mogami en un angle des del costat de babord del Mikuma. Amb la seva proa malmesa, el Mogami només podia fer 12 nusos (22 km/h; 14 mph) de moment, i en general era difícil de manejar i maldestre. Els destructors Arashio i Asashio de la 8a Divisió de Destructors, que havien avançat al vapor amb el Suzuya i el Kumano a gran velocitat per escapar del rang dels avions de Midway, van rebre l'ordre de Kurita d'invertir el rumb i escortar el Mogami i eñ Mikuma . A les 06:30, un PBY Catalina va detectar els retardats, gràcies a l'enorme rastre de petroli que es filtrava des del Mikuma, i va enviar les seves coordenades per radio a l'almirall Spruance. Durant tot el dia, en una aura de gran confusió, molts informes d'albiraments nord-americans identificarien malament un dels dos vaixells com un cuirassat. Altres albiraments del vaixell insígnia dela 7a Divisió de Creuers a gran velocitat cap al nord-oest, combinats amb els informes de cuirassats i les sospites d'un cinquè portaavions a l'aguait, van provocar una gran consternació per part de Spruance i el seu personal a la Task Force 16, que pensava que la força més ràpida que navegava al nord-oest era la que contenia el cuirassat. Midway no va perdre el temps després de rebre l'informe i va llançar les restes del VMSB-241 que contenia 12 bombarders en picada (6 SBD Dauntlesses i 6 SB2Us dividits en dues ales). Els avions van recórrer la curta distància de 40 milles fins al seu objectiu i va trobar els dos creuers. Malgrat el seu arc danyat i la velocitat molt reduïda, el Mogami va començar maniobres evasives juntament amb el Mikuma i no va rebre cops de la secció Dauntless. El capità Richard E. Fleming, al comandament de la secció Vindicator, va dirigir els seus bombarders en un atac de bombardeig planejat. Els dos creuers van respondre amb un precís i efectiu foc antiaeri, i van aconseguir derrocar el bombarder de Fleming. Gairebé tan aviat com va acabar aquest atac, un grup de vuit bombarders de nivell B-17 que operaven des de Midway, liderats pel tinent coronel Brooke E. Allen, van arribar per atacar els dos creuers. Van atacar en dues seccions de quatre avions i van llançar un total de 39 bombes al voltant dels dos vaixells sense impactes. Aquest atac va concloure cap a les 08:30.

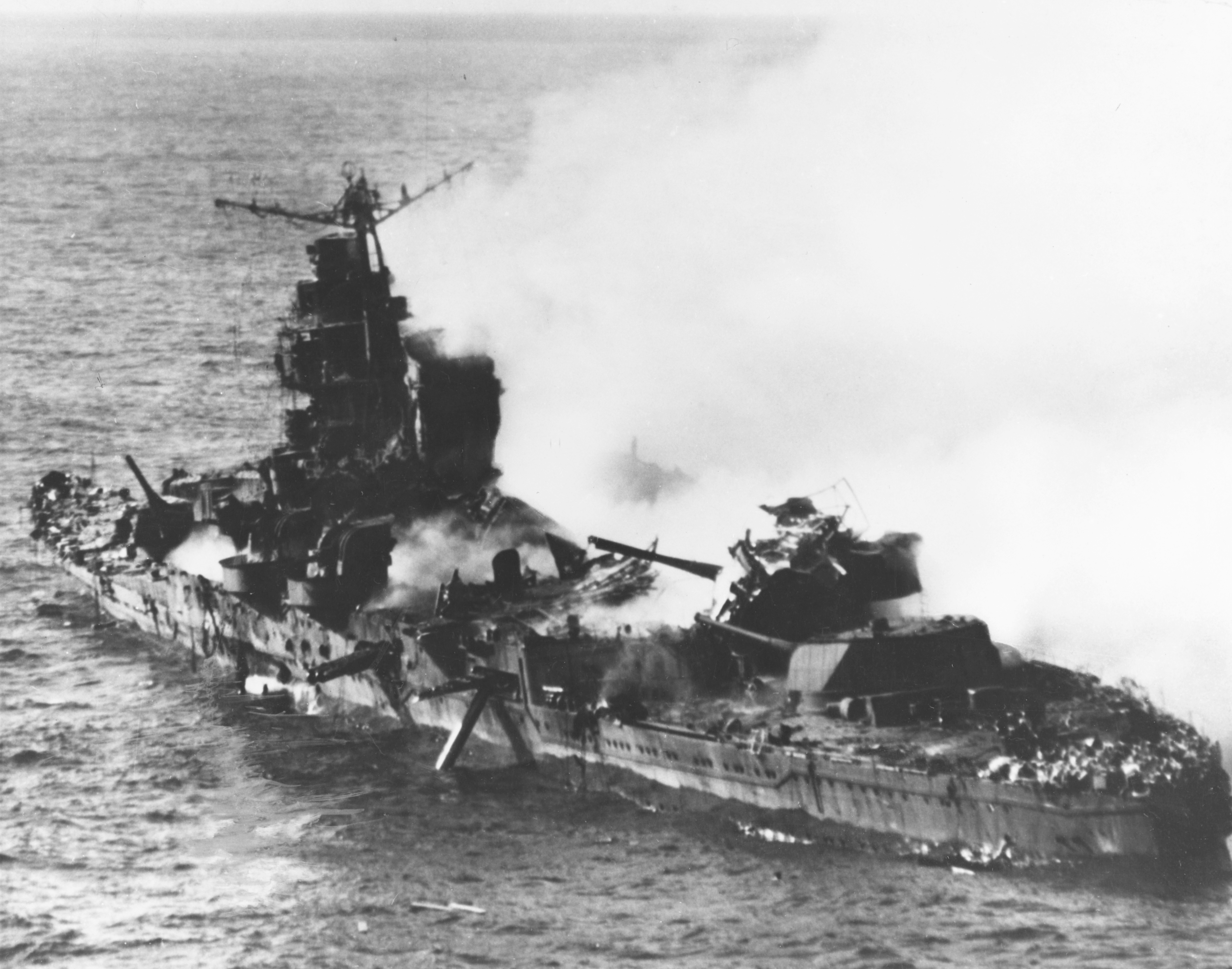
El Mikuma poc abans d'enfonsar-se

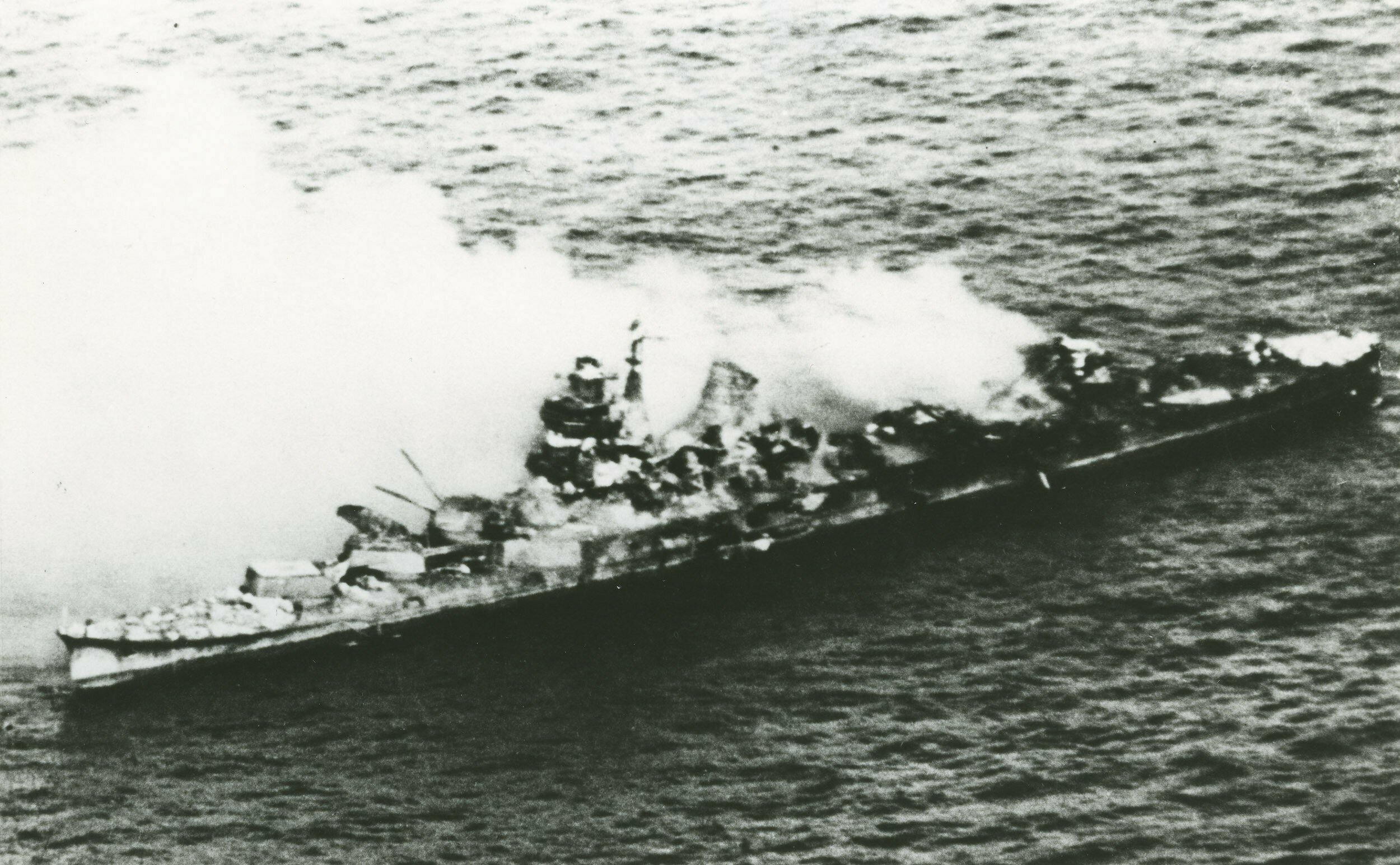
El Mikuma poc abans d'enfonsar-seMikuma cremant després de ser bombardejat per avions portaavions nord-americans, just abans d'enfonsar-se. Observeu la seva secció mitjana completament destruïda.

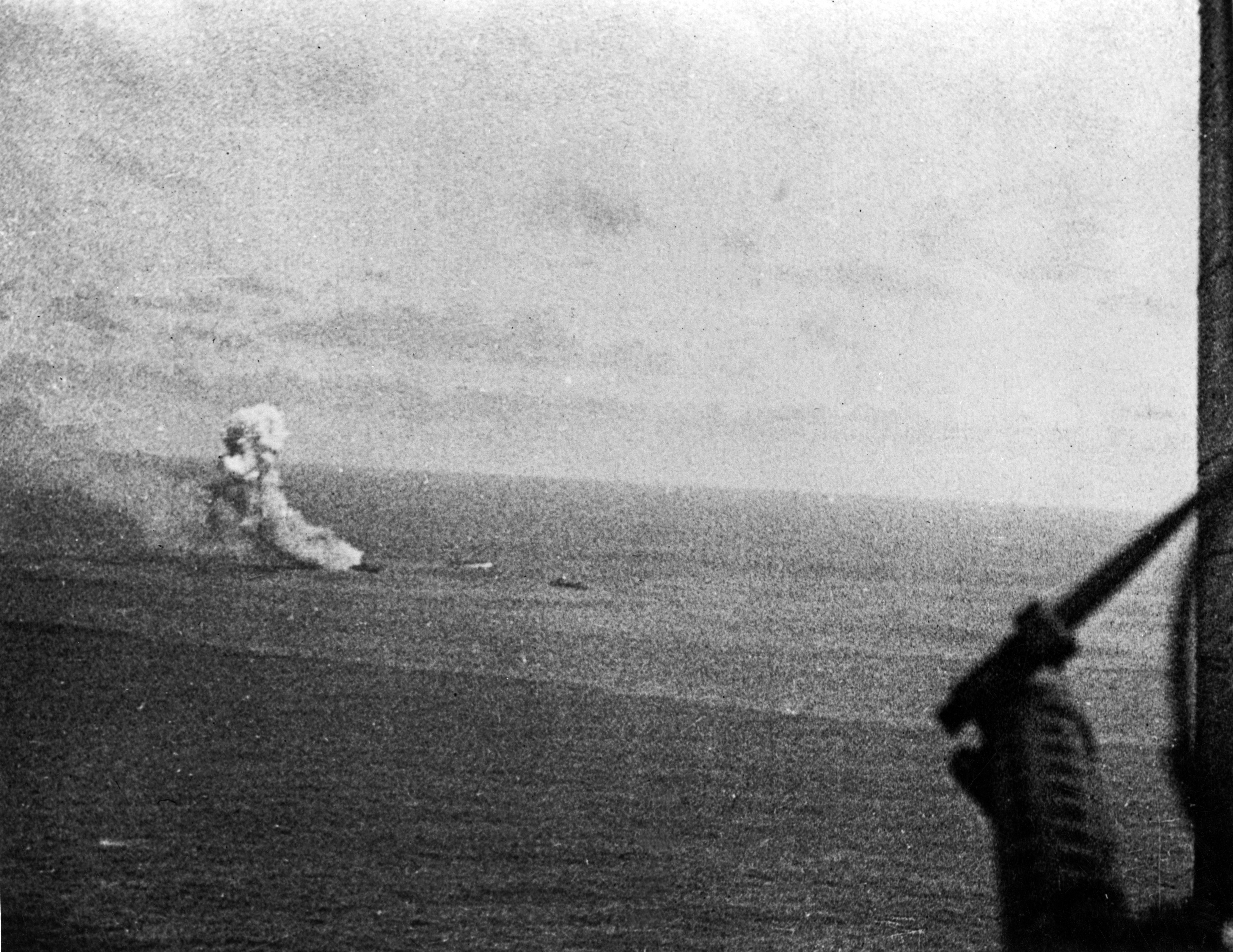
El Mikuma vist cremant des d'un bombarder en picada. El Mogami és visible a la dreta, i l'Arashio lleugerament visible entre ells, 1500-25, 6 de juny de 1942.

L'endemà al matí, 6 de juny de 1942, el Mikuma i el Mogami encara es dirigien cap a l'oest en lloc del nord-oest on la flota combinada estava convergent, amb l'esperança d'arribar als 700 km (430 milles) de la cobertura aèria de caça de l'illa de Wake. Els 26 bombarders en picat del Hornet van arribar primer, i al principi van ignorar els dos creuers i van buscar el suposat cuirassat per davant d'aquesta força, però sense trobar res, van tornar als dos creuers i van començar els seus atacs. Tots els intents de bombardeig del Mikuma van fallar, però dues bombes van colpejar el Mogami, colpejant una de les seves torres de 8 polzades i la coberta de l'avió, respectivament. L'última bomba podria haver causat danys mortals al Mogami, ja que va iniciar un incendi a la sala de torpedes a sota de la instal·lació d'aviació, però l'oficial de control de danys del Mogami havia ordenat prèviament que tots els torpedes fossin llançats. El foc antiaeri de la força va abatre dos dels SBD Dauntlesses del Hornet . El capità del Mogami va empènyer la velocitat del vaixell avariat fins a 20 nusos (37 km/h; 23 mph) per sortir de pressa de la zona de perill. A les 10.45, una força composta de 31 bombarders en picat es va llançar des de l'Enterprise per buscar el suposat cuirassat a la zona va detectar els dos retardats. La força va ser escortada per 12 Wildcats i 3 torpeders TBD Devastator. La força estava sota el comandament de Wallace "Wally" Short del Yorktown (alguns dels seus avions s'havien vist obligats a aterrar a la Task Force 16 després que el seu vaixell fos abandonat). Els bombarders en picat una vegada més van passar per alt la 7a Divisió de Creuers per buscar el cuirassat, que no va ser localitzat. Els Wildcats que escortaven les formacions es van apropar als creuers i van rebre foc antiaeri que els va obligar a retirar-se a una distància segura. El líder de la formació Wildcat va comunicar per ràdio als bombarders en picat que un dels vaixells semblava ser un cuirassat (potser a causa del contrast entre els dos creuers que presentava la proa trencada del Mogami) i la formació de bombarders en picada va invertir el rumb per atacar la formació. Willy Short, al capdavant dels bombarders en picada, volia girar per darrere de la formació i atacar amb el sol darrere d'ells, com era una pràctica preferida de bombardeig en picada. Però la seva secció posterior de la formació, el VB-3, es va deslligar i va atacar el creuer més a rereguarda de la formació (el Mogami), col·locant-hi 2 bombes a les 12.30 h. La resta dels bombarders en picat sota Short van atacar el Mikuma des d'una altitud de 14.000 peus (4.300 m), i la va agafar mentre sortia del seu gir pronunciat a estribord. En cascada a través d'un torrent ardent del seu foc antiaeri, els bombarders van donar dos cops. El primer va colpejar la seva torre número 3; l'explosió va matar molts dels oficials del pont, inclòs el comandant de les bateries antiaèries d'estribord, i va ferir el seu capità prou greument com per deixar-lo inconscient. L'oficial executiu del Mikuma, Takashima Hideo, va prendre el comandament del creuer. La segona bomba va estavellar-se a través de la coberta i va inhabilitar les sales de màquines de proa d'estribord. Immediatament després, dues bombes més van colpejar la seva coberta d'aviació i van explotar a la sala de màquines de popa de babord, provocant un incendi a prop de la seva sala de torpedes. El Mikuma ara estava mort a l'aigua. Els avions atacants van marxar (els tres torpediners TBD Devastator no es van unir a l'atac, havent rebut instruccions de no atacar res que pogués respondre amb foc antiaeri). A les 13.58, el foc enmig del vaixell Mikuma va arribar als torpedes emmagatzemats allà i va desencadenar una cadena d'explosions secundàries massives, posant a descansar l'esperança de remolcar el vaixell fora de perill. A les 14:20 el Mogami va comunicar per ràdio a la flota combinada que el Mikuma es trobava en una situació extrema. Les explosions secundàries van deixar la secció de popa enmig del vaixell del Mikuma i la instal·lació d'aviació irreconeixible. El pal i la superestructura de dalt del pont es van esfondrar i es van estavellar contra la conflagració del compartiment de l'aviació. Tot i que en aquell moment no era obvi, la bomba colpejada als espais de màquines del port també havia trencat el vaixell per sota de la línia de flotació i va començar a agafar aigua. El Mikuma va continuar intentant controlar els seus incendis, però aproximadament 30 minuts més tard, l'oficial executiu del vaixell, Takashima, va arribar a la conclusió que no hi havia cap esperança de salvar el vaixell ara que s'estava instal·lant lentament a l'aigua i va donar l'ordre d'abandonar el vaixell. Takashima va ordenar a les parts de reparació que llencessin per la borda la fusta d'apuntalament i altres materials per construir les basses salvavides. El Mogami i l'Arashio estaven a prop de Mikuma , però van mantenir una distància de seguretat, ja que el Mikuma encara estava cremant i explotant, de manera que les tripulacions del Mikuma haurien de nedar cap als vaixells o utilitzar les basses salvavides i els llançadors per arribar a l'Arashio i el Mogami.
Mentrestant, l'Asashio patrullava en cercle al seu voltant per protegir els vaixells de l'atac aeri o submarí. El capità del vaixell, Sakiyama, ferit greument, va ser baixat a la primera bassa salvavides, seguit de prop pel pagador del vaixell i els oficials aeris, que es van endur els documents importants del vaixell. Les balses es van llançar cap a la direcció de l'Arashio. Takashima es va quedar al pont ple de fum del vaixell, escollint enfonsar-se amb el vaixell. El comandant principal de control de foc de la bateria del vaixell, el tinent Koyama Masao, també es va negar a abandonar el vaixell, escollint, en canvi, fer-se l'Hara-Kiri a la part superior de la torreta davantera, avergonyit que els seus canons no tinguessin l'oportunitat d'aixafar l'enemic.
Uns minuts després que Takashima donés l'ordre d'abandonar el vaixell, els vaixells van ser atacats per un altre atac de bombardeig en picada. A 1445, 23 Dauntlesses del Hornet que s'havien llançat a 13:30 van arribar per sobre de la formació desafortunada. L'Arashio i el Mogami van començar immediatament maniobres evasives, deixant darrere d'ells molts de la tripulació del Mikuma a l'aigua que encara estaven fent camí cap als vaixells que els acompanyaven. Els bombarders en picat van començar el seu atac a les 15:00 h. El Mogami i l'Arashio no van tenir prou temps per posar-se en marxa i tots dos van ser colpejats. El Mikuma, en flames, també va ser colpejat. Arashio va ser colpejada per una bomba, que va esclatar entre la tripulació supervivent del Mikuma que acabava de treure de l'aigua, matant a 37 homes i danyant la seva capacitat de direcció prou malament com per forçar el destructor a canviar a la direcció manual i ferint al Comandant Ogawa Nobuki, comandant de la 8a Divisió de Destructors. El Mogami va rebre un cop a prop de la coberta de l'hidroavió, que va iniciar un incendi prop de la infermeria i va matar gairebé tots els metges del vaixell i els seus infermers. El foc es va contenir ràpidament a costa de la vida de la majoria dels ferits de l'hospital. L'Asashio no va ser colpejat pel bombardeig, però va perdre 22 homes per metrallament. Adonant-se de la urgència de la situació, el capità Akira Soji, aleshores al comandament del destacament, es va comunicar amb la Flota Combinada per informar-los de l'atac i immediatament va posar rumb cap a l'oest per desallotjar la zona abans que es produís més atacs aeris, deixant la major part de la tripulació del Mikuma a l'aigua. El Mogami i els dos destructors de la 8a Divisió van sortir d'ella, havent tingut temps de rescatar només 239 homes de la seva tripulació, inclosa el moribund capità Sakiyama. El Mikuma va continuar a la deriva i cremant durant almenys 4 hores més. A causa de la gran confusió entre l'informe d'albirament nord-americà dels últims 2 dies, l'almirall Spruance de la Task Force 16 va ordenar dos Dauntlesses de reconeixement amb càmeres que fossin llançats des de l'Enterprise a les 15:53 per comprovar si aquest vaixell danyat era realment el suposat cuirassat informat per diversos avions de reconeixement. Els Dauntlesses van arribar sobre el Mikuma en flames a les 17:15, just abans del capvespre, i li van fer diverses fotografies a una altitud extremadament baixa, i també van gravar-ne imatges. Els Dauntlesses van registrar la seva posició a 29°-28'N, 173°-11'E abans de deixar-lo. Un supervivent va recordar que la inclinació del Mikuma  va començar a augmentar ràpidament al capvespre, i aproximadament a les 19:30, finalment es va girar a babord i es va enfonsar a 29°20′N 173°30′E . Va ser el primer creuer japonès enfonsat durant la guerra. Només 188 homes de la tripulació del Mikuma van sobreviure; el seu capità també va sucumbir 3 dies després a les seves ferides mentre estava a bord del Suzuya . Més tard, el capità Soji va ordenar a l'Asashio que invertís el rumb i tornés al Mikuma i fes tot el possible per salvar qualsevol dels seus tripulants supervivents. L'Asashio va tornar a la ubicació del Mikuma , però no va trobar res, i va tornar ràpidament amb la 7a Divisió, segons el seu registre, no va trobar res més que una gran taca d'oli i "no es va poder rescatar cap supervivent". No obstant això, dos membres de la tripulació del Mikuma serien rescatats per l'USS Trout (SS-202) el 9 de juny, els únics supervivents d'una bassa salvavides que originalment contenia disset.
A causa del secret i l'intent d'encobriment del desastre a Midway, el Quarter General de la Marina va enumerar el Mikuma com a "fortament danyat" en lloc d'enfonsat, i després el va incloure temporalment com a "no tripulat" abans de ser eliminat de la llista de la marina el 10 d'agost de 1942.

## Ebllaços externs
- Parshall, Jon. «Mogami-class Heavy Cruiser».   CombinedFleet.com. [Consulta: 14 juny 2006].
- Tabular record:  CombinedFleet.com: Mikuma history (Retrieved 26 January 2007.)
- Gallery: US Navy Historical Center Arxivat 15 August 2007[Date mismatch] a Wayback Machine.